# Мальорський діалект у муніципалітетах Тарбена та Ла-Валь-де-Ґалінера

Діалекти каталанської мови

Мальо́рський діале́кт у муніципаліте́тах Та́рбена та Ла-Валь-де-Ґаліне́ра (кат. mallorquí de Tàrbena i La Vall de Gallinera) – діалект каталанської мови (валенсійської мови) в Автономній області Валенсія, поширений у кумарках Маріна-Алта та Маріна-Башя, який входить до групи західних діалектів каталанської мови, зберігаючи в той же час риси східних діалектів, зокрема балеарського. Поширення цього діалекту наразі обмежується кількома острівцями у зоні південноваленсійського діалекту.
Мальорський діалект у муніципалітетах Тарбена та Ла-Валь-де-Ґалінера часто класифікується як субдіалект валенсійського діалекту каталанської мови.

## Походження діалекту
Заселення території сучасних кумарок Маріна-Алта та Маріна-Башя вихідцями з Балеарських островів відбувалося у XVII ст., після виселення маврів з Королівства Валенсія, та після епідемій 1630 та 1647 р.р. Оскільки населення Королівства Валенсії з 1609 р. до 1714 р. зменшилося з 486 тис. до 314 тис. осіб, особливо після депортації маврів у 1609 р., графом де Ґандія ухвалюється рішення переселити з Мальорки 150 родин. Переселенці принесли з собою не лише свої традиції, зокрема гастрономічні, але й певні особливості мови.
|  | Échese de ver todavía el origen de todos ellos en el acento y dialecto de sus moradores. Son muy aplicados al trabajo, todo lo aprovechan y viven contentos en aquel recinto delicioso. Antoni Josep Cavanilles / Antonio José Cavanilles Ще досить легко розрізнити походження цих людей за їхнім акцентом та діалектом місцевих мешканців. Вони дуже працьовиті, мають з цього вигоду і живуть з радістю серед цієї надзвичайної природи. Антоні Жузеп Кабанільяс / Антоніо Хосе Каванільєс, найвідоміший іспанський ботанік родом з Валенсії |

## Особливості діалекту
Мальорський діалект у кумарках Маріна-Алта та Маріна-Башя, зокрема у муніципалітетах Тарбена та Ла-Валь-де-Ґалінера, характеризується такими особливостями:
- частотніше вживання слів з ареалу східних діалектів каталанської мови: aquí замість ací, treure замість traure, mongetes замість rosetes, vermell замість roja;
- зберігаються деякі слова, що вживаються у балеарському діалекті: xoriguer замість нормативного mena d'ocell, degotís замість нормативного gotera, gotinejar замість літературного plovisquejar;
- наявністю регіоналізмів: xiritxofa замість llardó, greixó de porc fregit – «топлене сало»;
- випадінням арабської частки al-: bercoc замість albercoc (арабська частка al- сприймається як означений артикль чол. роду el, це характерно особливо для східнокаталанських діалектів);
- випадінням початкової голосної: granar замість agranar;
- вживанням артиклю «салат»: es, sa, s'[2];
- вживанням артиклю перед іменем: en Jaume (в інших валенсійських діалектах артикль перед власним іменем не вживається на відміну від літературної мови)[3].

## Звуження ареалу поширення діалекту
Мальорський діалект у муніципалітетах Тарбена та Ла-Валь-де-Ґалінера, особливо його головна риса – вживання артиклю «салат» – був поширений раніше на більшій території, ніж зараз. Непрямим чином початкову територію поширення діалекту можна відслідкувати за мапою дублетів — тотожніх або схожих назв у кумарках Маріна-Алта та Маріна-Башя та на Балеарських островах. 
Схожі назви географічних об’єктів належать до двох різних періодів спільної історії цієї частини Валенсії та Балеарських о-вів:
- Часів Тайфи Денії (панування мусульман на Іберійському півострові): Les Alcolaies (Валенсія) та Alcoraia (Мальорка) – від араб. al-quraya — «маленька ферма» або від араб. Kurâya (самоназва одного з берберських племен), Benissalim (Валенсія) та Binissalom (м. Палма).
- Часів переселення каталаномовців з Балеарських островів до цієї частини Валенсії: Ascassar можливо від es Casar, Asbardalet можливо від es Bardalet (зберігається залишки артиклю «салат», який поширений на Балеарських о-вах та Коста-Браві в Автономній області Каталонія).